# Банші (Marvel Comics)
Банші (англ. Banshee), справжнє ім'я Шон Кессіді (англ. Sean Cassidy) —  вигаданий персонаж, супергерой з коміксів американського видавництва Marvel Comics. Персонаж вигаданий письменником Роєм Томасом і художником Вернером Ротом та вперше з'явився в коміксах у X-Men #28 за січень 1967 року.
Родом з Ірландії, мутант Банші має здатність створювати надзвукові хвилі будь-якої довжини, часом невловимі людським вухом. Своє ім'я отримав на честь банші — персонажки ірландської мітології, яка володіє потужним криком.
Колишній агент Інтерполу та поліції Нью-Йорка, Банші набагато старший за більшість членів Людей Ікс і був одним із перших членів команди, а протягом 1990-х років був тренером юнацької команди Покоління Ікс.
Калеб Лендрі Джонс виконав роль Банші у фільмі «Люди Ікс: Перший клас» 2011 року.

## Історія публікації
Банші була вигадана письменником Роєм Томасом та художником Вернером Ротом і вперше з'явилася в X-Men #28 (січень 1967). Томас спочатку задумував персонажа як жінку, але редактор Стен Лі вирішив, що буде не дуже добре, якщо вся команда об'єднається проти жінки-лиходійки.

## Сили й здібності
Відмітна здатність Банші — потужні легені, горло і голосові зв'язки, здатні створювати звукові хвилі різної інтенсивності. З їхньою допомогою він здатний оглушити супротивника навіть крізь захисні навушники, викликати нудоту, дезорієнтацію або втрату свідомості. Також, він може створити ударну звукову хвилю, яка здатна зруйнувати тверді предмети. Використовуючи випромінювані ним пружні хвилі, він може виконувати функції гідролокатора і вивести з ладу локаційне обладнання або радари противника.
Вроджені особливості тіла Шона дають йому змогу захищатися від небезпечного впливу звукових хвиль, однак його тіло вразливе до звичайних травм, у разі, якщо він не використовує звуковий щит. Особливості слуху дають йому змогу зосередитися на конкретному звуці довкілля, заглушити його або посилити, або ж зовсім блокувати. Банші здатний літати зі швидкістю звуку, а також брати з собою пасажирів. Шон і його двоюрідний брат Томас, відомий так само як «Чорний Том», мають імунітет до здібностей один одного, крім тих можливостей Тома, які він отримав пізніше штучним способом.
Крім надздібностей, Банші володіє навичками тактико-оперативної діяльності, стеження, добре володіє зброєю і бойовими прийомами, яких навчився під час своєї роботи на Інтерпол. Відмінний викладач, стратег і організатор, а також шанувальник музики кантрі та гри на піаніно.
Як Банші Шон носив синтетичні костюми, які давали змогу уникнути тертя об повітря, з прикріпленими до них крилами, за допомогою яких він може ковзати повітряними потоками, які видаються його власними звуковими хвилями.

## Критика
- Персонаж обійняв 49 місце у списку «Оцінімо всіх Людей Ікс за всю історію» від Entertainment Weekly у 2014 році.[3]